# Lance
Pour les articles homonymes, voir Lance (homonymie).

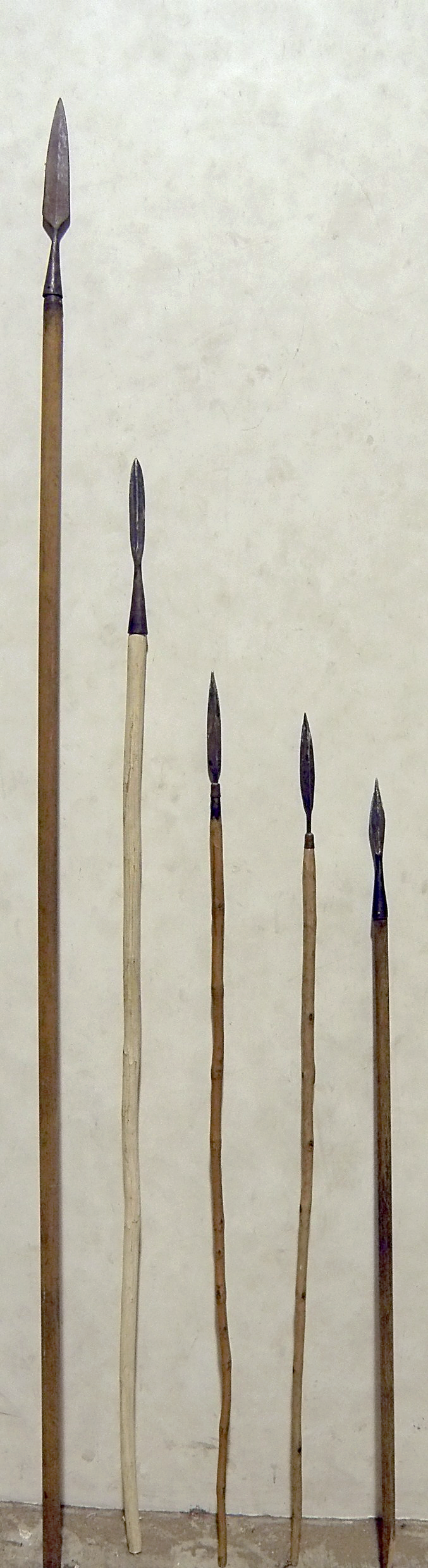
Une lance et plusieurs javelots. Les pointes sont en fer forgé et les manches en frêne.

La lance est un type d'arme longue, composée d'une pointe offensive — en pierre (silex taillé ou pierre dure aiguisée), métal (acier, bronze) ou en bois durci — et d'une longue hampe (manche de bois) destinée à la manier. Elle fait partie des « armes d'hast » et des armes de jet, reposant sur l'usage de la distance entre porteur et cible, par opposition aux « armes de poing » destinées à être maniées directement près du corps.
La lance est une forme d'arme apparue dès le paléolithique. À l'origine, elle est dotée d'un fer / d'une pointe soit directement aménagée dans la hampe et durcie au feu, soit rapportée et fixée à la hampe par l'emploi de lanières et de colles. Les premières pointes de lances sont réalisées, durant la préhistoire, en pierres taillées. Ce projectile long peut être lancé à la main ou à l'aide d'un propulseur de sagaie. La lance est une arme à la fois utilisée pour la chasse et pour la guerre. La lance (et ses variantes) fut l'arme tranchante principale de l'ensemble des armées depuis la préhistoire jusqu'à l'apparition du fusil à baïonnette qui constitue son prolongement historique. 
La variété de la forme de la lance au cours de la préhistoire et de l'histoire humaine provient notamment des choix effectués sur la matière du bois de la hampe, la matière du fer offensif, mais aussi la longueur de la hampe, ou la présence d'un contrepoids pour son maniement en formation militaire. Certaines lances sont munies d'un « talon », en bois durci ou métallique qui sert en général à équilibrer l'arme tenue en main, à la planter dans le sol, ou à achever un adversaire gisant à terre. Dans certaines sociétés, notamment dans le monde grec antique, la lance, appelée dory (cf. doryphore – statue représentant un porte-lance), fut au cœur de la symbolique guerrière, constituant par définition l'extension de la cité mobilisée pour sa défense, incarnée par la phalange hoplitique. 

## Vocabulaire et terminologie
Le lance est un terme souvent générique qui peut être utilisé en lien avec d'autres appellations. Ces dernières viennent préciser l'usage ou encore caractérise la période ou la culture qui la produite.
Il est possible de relever les termes suivants :
- épieu

- javelot
- javeline
- pique

## Usages et description

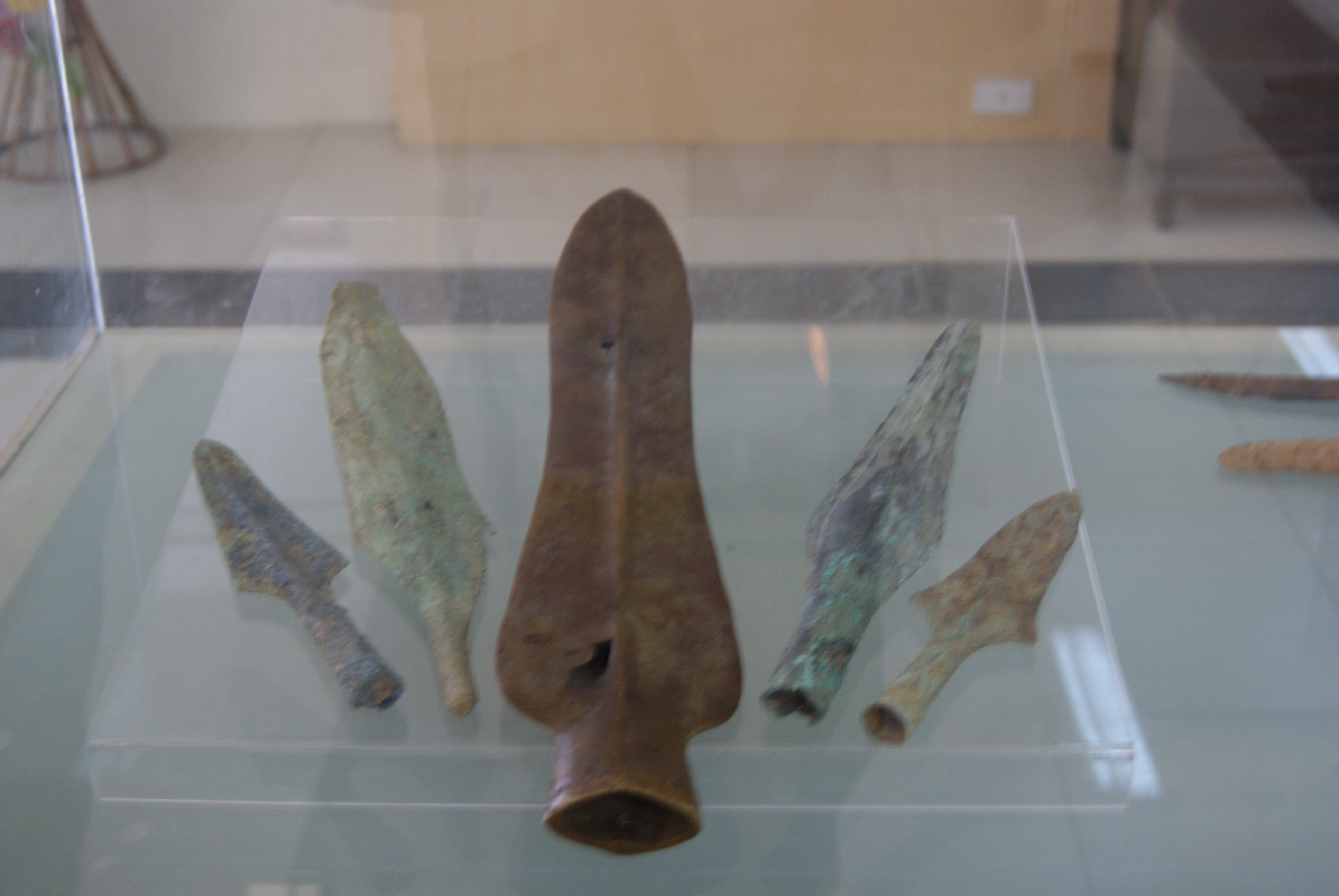
Le fer est constitué d'une douille qui s'emboîte sur la hampe par pression, rivet, ou clous, d'un empennage et d'une pointe.

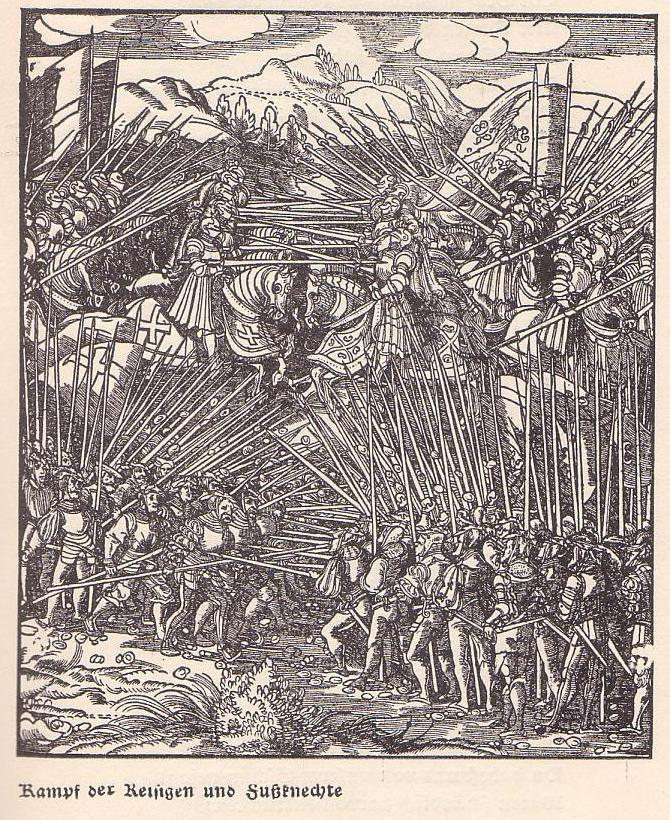
La lance longue, appelée pique, fut un moyen de faire face à une charge de cavalerie.

À la différence du javelot, la lance est une arme d'assaut mixte qui est utilisée comme arme d'estoc. La pique est une longue lance d'estoc uniquement destinée à porter des coups.
La lance est une des plus anciennes armes de chasse et peut-être de guerre. Des bâtons affutés datant de près de 400 000 ans ont ainsi été retrouvés sur le site de Schönigen en Allemagne. La lance a servi comme arme principale dans des formations d'infanterie, notamment la phalange grecque et la phalange macédonienne (armée de sarisses), des formations de piquiers en carrés au XVIe siècle (tercio ou carré espagnol).
Au Moyen Âge, la lance est ou bien portée sous le bras du chevalier ou bien équipe des unités d'infanterie spécialisées, comme les piquiers, car elle peut passer entre les mailles de la cote du combattant. Dans les joutes, les lances utilisées ont une pointe émoussée ou se terminent par une griffe afin d'accrocher l'armure de l'adversaire avec le minimum de pénétration. De plus, elles sont conçues pour se briser facilement afin, d'une part, d'éviter une sur-pénétration, et, d'autre part, de permettre le décompte des points (une lance brisée valant un point). Les décès y sont accidentels, dus à une mauvaise chute ou à un choc particulièrement violent.

## Lalancecomme formation militaire
Le terme de lance peut aussi désigner une petite formation de combattants montés. Ainsi, au Moyen Âge, une lance comprenait de quatre à dix hommes.[réf. nécessaire]

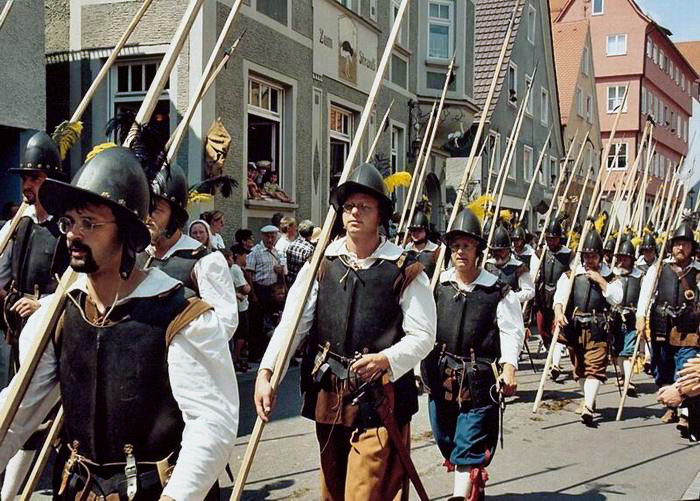
Piquiers au Festival de Wallenstein à Memmingen, Allemagne.

Parmi l'usage d'armes offensives caractérisant communément les gens d'armes, l'historien médiéviste Philippe Contamine souligne celui de l'épée et « surtout [celui de] la lance en bois, d'environ trois mètres de long, terminée par un fer. Ceci explique que, surtout dans la seconde moitié du XIVe siècle, « homme d'armes » ait eu comme équivalent normal, tant dans les sources archivistiques que narratives, « lance » ou « glaive. » »
Lors de la création des compagnies d'ordonnance, première ébauche d'une armée nationale française, une lance était composée d'un homme d'arme, d'un page, d'un valet, de deux archers, et d'un coutilier, tous à cheval mais combattant à pied ; soit pour cent lances, six cents hommes par compagnie.[réf. nécessaire]
Charles le Téméraire avait le projet d'organiser son armée en 1 250 lances de neuf hommes : un chevalier, sept combattants et un page non combattant ; soit 10 000 combattants divisés en dix compagnies. Il n'eut pas le temps de le mettre lui-même en application et le projet fut abandonné.[réf. nécessaire]
Vers la fin de la guerre de cent ans, certains capitaines français et anglais (john Hawkwood) partirent chercher fortune en Italie avec leurs hommes en se louant aux villes libres (Florence, Sienne, Milan ... ) c'est l'origine du terme 'free lance' : lance 'libre' (oeuvrant pour leur propre compte, à louer au plus offrant).[réf. nécessaire]

## Iconographie

### Antiquité

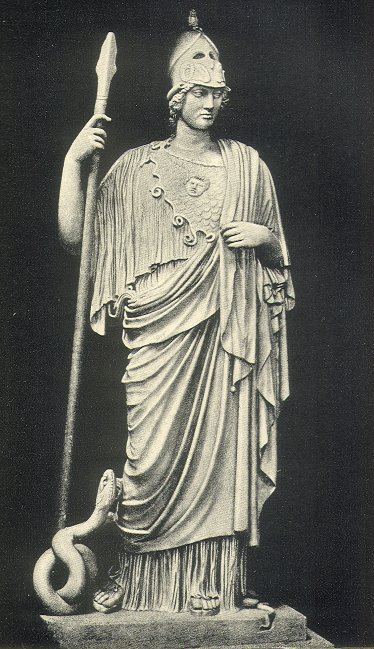
La lance de Pallas, musée du Vatican à Rome.

Dans la mythologie grecque, la lance était l'un des attributs d'Athéna.
Dans la mythologie nordique, la lance était l'attribut d'Odin et des Walkyries.
Dans la mythologie celtique, la lance de Lug est une lance de feu qui cause des blessures mortelles et qui garantit la victoire.

### Art chrétien
Dans l'art chrétien, il y avait la Sainte Lance, attribut positif du centurion chrétien Longin, qui sous forme de lance brisée devient ensuite l'attribut négatif de la synagogue accusée de déicide.
La lance était aussi l'attribut de certains saints :
- Saint Georges : avec sa lance, il terrasse le dragon.
- L'apôtre saint Thomas : la lance fut l'outil de son martyre.

## Prénoms comportant le motlance
De nombreux anthroponymes germaniques ou d'origine germanique (incluant les prénoms nordiques) sont composés avec l'élément ger qui signifie « lance » en vieux haut allemand (gar en vieil anglais, ger ou geir dans les langues scandinaves) : Ásgeir/Asger, Bérenger/Bérengère/Berengar, Edgar, Garibald, Gérald (Gerold, Gerald), Gérard (Gerhard), Gerbald/Gerbold, Gerbrand (en), Germund, Gersende, Gertrude (Gertraud, Gertrud, Gertrudis…), Gerwin (en), Holger, Roger (Rüdiger, Rutger), Torgeir, Wulfgar, etc.

## Types de soldats utilisant une lance
- Hoplite, le fantassin grec armé entre autres d'une lance,
- Hastati, fantassins armés d'une lance dans la légion romaine,
- Lancier, cavalier combattant avec une lance,
- Piquier, fantassin armé d'une pique longue de plusieurs mètres
  - Lansquenet, des compagnies de mercenaires allemands utilisant principalement la pique
- Uhlan, cavalier armé d'une lance dans l'armée prussienne.
- Lanciers polonais de la Garde impériale